# Ronaldo Barsotti de Freitas
Ronaldo Barsotti de Freitas, mais conhecido como Pitico (Santos, 6 de março de 1949) é um ex-futebolista brasileiro, que atuava como volante.
É o autor do gol nº 7.000 do Santos Futebol Clube.
É pai de Ronaldo Duarte Barsotti de Freitas, o Naldinho.

## Carreira
Pitico foi revelado no juvenil do Santos. Chegou a ser emprestado ao Cruzeiro de Porto Alegre.
Em 15 de abril de 1970, no Parque Antártica, marcou o gol nº 7.000 do Santos, em jogo contra o São Paulo vencido por 2x1, válido pela Taça Cidade de São Paulo.
No segundo semestre de 1970, foi emprestado ao Madureira. Teve uma passagem pelo Santo André em 1972.
Retornou ao Santos e, atuando pelo clube, ainda alcançaria as semifinais do Campeonato Brasileiro de 1971 e ganharia o título paulista de 1973.
Ao todo, atuou nos profissionais do Santos de 1969 a 1973, boa parte do tempo como reserva de Clodoaldo, totalizado 60 jogos, anotando 3 gols. Foi trocado por Mazinho, do América de São José do Rio Preto.
Do América veio para a Portuguesa Santista e, em seguida, a convite de Pelé, foi jogar no New York Cosmos por empréstimo.
Ao voltar, defendeu o Saad de São Caetano, em 1977; a Internacional de Limeira, onde foi campeão da Segunda Divisão de 1978 e ajudou a equipe a subir para a divisão principal do Campeonato Paulista, e acabou terminando a carreira no Bangu.